# James Møller
James Møller (født ukendt, død i maj 2000) var en cykelrytter fra Danmark, der repræsenterede Lyngby Cycle Club. I 1980 vandt han linjeløbet ved DM i landevejscykling, og blev samme år kåret som Årets cykelrytter i Danmark.
I 1981 blev han sammen med Per Norup, Jan Høegh og Svend B. Jacobsen danmarksmester i 100 km holdløb.
Efter cykelkarrieren drev James Møller frem til sin død malerfirmaet Ide-Maleren i Roskilde.